# Langston Hughes

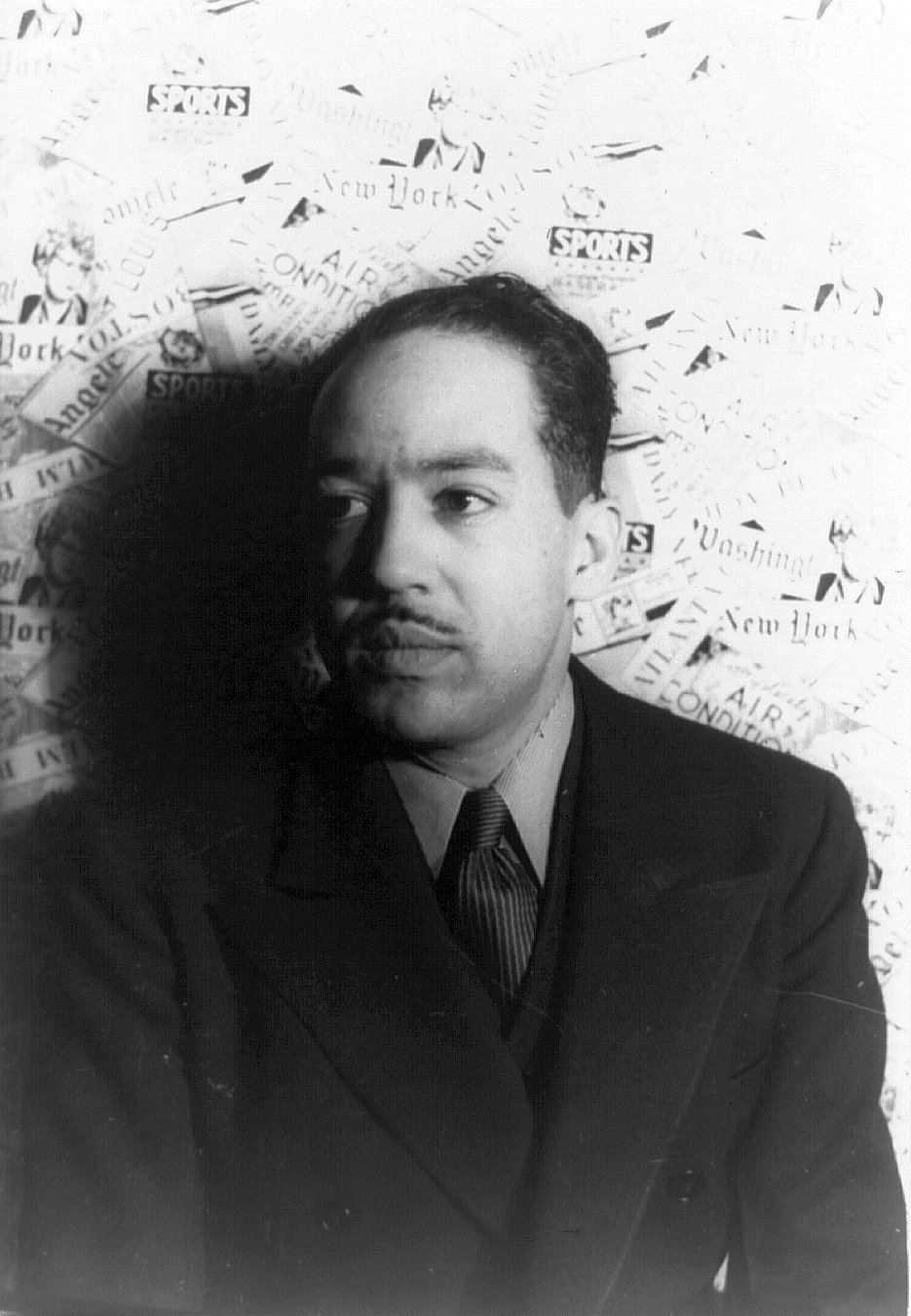
Langston Hughes (1936)
Carl Van Vechten, Library of Congress

Langston Hughes (Joplin (Missouri), 1 februari 1901 – New York, 22 mei 1967) was een Amerikaans dichter en schrijver van fictie en non-fictie. 

## Harlem Renaissance
Hughes was een van de voornaamste exponenten van de Harlem Renaissance, een literaire stroming onder zwarte Amerikaanse schrijvers in de jaren 1920.
Door middel van zijn gedichten, verhalen en toneelstukken streed Hughes, in een tijd toen dat nog heel ongewoon was, voor Afro-Amerikaanse bewustwording en emancipatie en tegen racisme en discriminatie. Zijn black is beautiful-filosofie komt duidelijk naar voren in zijn gedicht My People (oorspronkelijk gepubliceerd in 1923 als Poem in Crisis):
The night is beautiful,

So the faces of my people.

The stars are beautiful,

So the eyes of my people

Beautiful, also, is the sun.

Beautiful, also, are the souls of my people.
Het werk van Hughes was een grote inspiratiebron voor de schrijvers van de Négritude, een antikoloniale literaire beweging in de Franse kolonies in Afrika. Ook op veel schrijvers in andere delen van Afrika, in het Caribisch gebied en in Zuid-Amerika had zijn werk grote invloed, zoals Chinua Achebe en René Maran.

## Leven
Langston Hughes werd geboren als James Mercer Langston Hughes. Hij was van Afro-Amerikaanse en indiaanse afkomst. Hughes had een moeilijke jeugd. Zijn vader en moeder gingen uit elkaar en zijn vader vertrok naar Cuba en vervolgens naar Mexico. Hij werd voornamelijk grootgebracht door zijn grootmoeder. Later ging hij weer bij zijn moeder wonen, eerst in Lincoln (Illinois) en vervolgens in Cleveland (Ohio), waar hij naar de highschool ging.
In 1919 vertrok hij naar Mexico om zijn vader om geld te vragen om te gaan studeren. Zijn vader ging akkoord op voorwaarde dat hij techniek zou studeren en niet literatuur, zoals Hughes zelf liever wou. Hij ging studeren aan de Columbia-universiteit maar maakte zijn studie niet af. Hij verliet Columbia in 1922 en had verschillende baantjes, waaronder zes maanden aan boord van het schip S.S. Malone. In deze periode reisde hij door Europa en Noord-Afrika en verbleef in Parijs. In november 1924 keerde hij terug naar de Verenigde Staten en trok in bij zijn moeder in Washington, D.C. Een jaar later begon hij opnieuw met studeren, ditmaal aan Lincoln University, en behaalde een Bachelor of Arts-graad in 1929.
Hierna vestigde Hughes zich in de zwarte wijk Harlem in New York, waar hij het grootste deel van zijn leven zou blijven wonen. Met zijn eerste roman, Not Without Laughter (1930), won hij een literaire prijs, de Harmon Gold Medal. In 1935 kreeg hij een Guggenheim Fellowship.
In 1938 vestigde hij een toneelgezelschap in New York, het Harlem Suitcase Theater, gevolgd door het New Negro Theater in Los Angeles in 1939 en de Skyloft Players in Chicago in 1941.
Net als veel schrijvers van zijn tijd was Hughes aangetrokken door het communisme als een alternatief voor de rassensegregatie en racisme van de Verenigde Staten. In 1932 ging hij met een groep andere zware intellectuelen naar de Sovjet-Unie om daar een film te maken over de onderdrukking van de zwarte Amerikanen. De film werd nooit gemaakt, maar Hughes maakte gelegenheid van de mogelijkheid om door de Sovjet-Unie, China en Japan te reizen. In 1937, tijdens de Spaanse Burgeroorlog, ging hij naar Spanje als correspondent van verschillende Afro-Amerikaanse kranten om zijn steun aan de republikeinen te betuigen. Hij tekende een steunverklaring voor Jozef Stalin in 1938 en werd lid van de communistische organisatie American Peace Mobilization, dat het doel had om de VS uit de Tweede Wereldoorlog te houden. Hughes werd echter nooit lid van de Amerikaanse communistische partij en liet herhaaldelijk weten geen communist te zijn. In 1953, tijdens de anticommunistische heksenjacht, werd hij voor de Senaatscommissie van McCarthy geroepen. Hierna nam hij afstand van het communisme en zijn eerdere radicale standpunten.
In de jaren zestig had hij nauw contact met de Nederlandse vertaalster Rosey E. Pool. Zijn gedichten verschenen in haar bundels en zij vertaalde zijn werk, o.a. voor het COC-blad Vriendschap. Pool sprak ook tijdens de grote herdenkingsbijeenkomst die voor Hughes werd gehouden in het Krasnapolsky in Amsterdam in oktober 1967.

### Homoseksualiteit
Academici en biografen zijn het er over eens dat Hughes homoseksueel was, hoewel hij hier nooit openlijk voor uit kwam. In sommige gedichten liet hij zijn seksuele geaardheid doorschijnen. Hij schreef een aantal liefdesgedichten aan een man, die echter nooit zijn uitgegeven. Hughes' homoseksualiteit was het onderwerp van twee toneelstukken, Hannibal of the Alps van Michael Dinwiddie en Paper Armor van Eisa Davis, en de Britse film Looking for Langston (1989).

## Werken

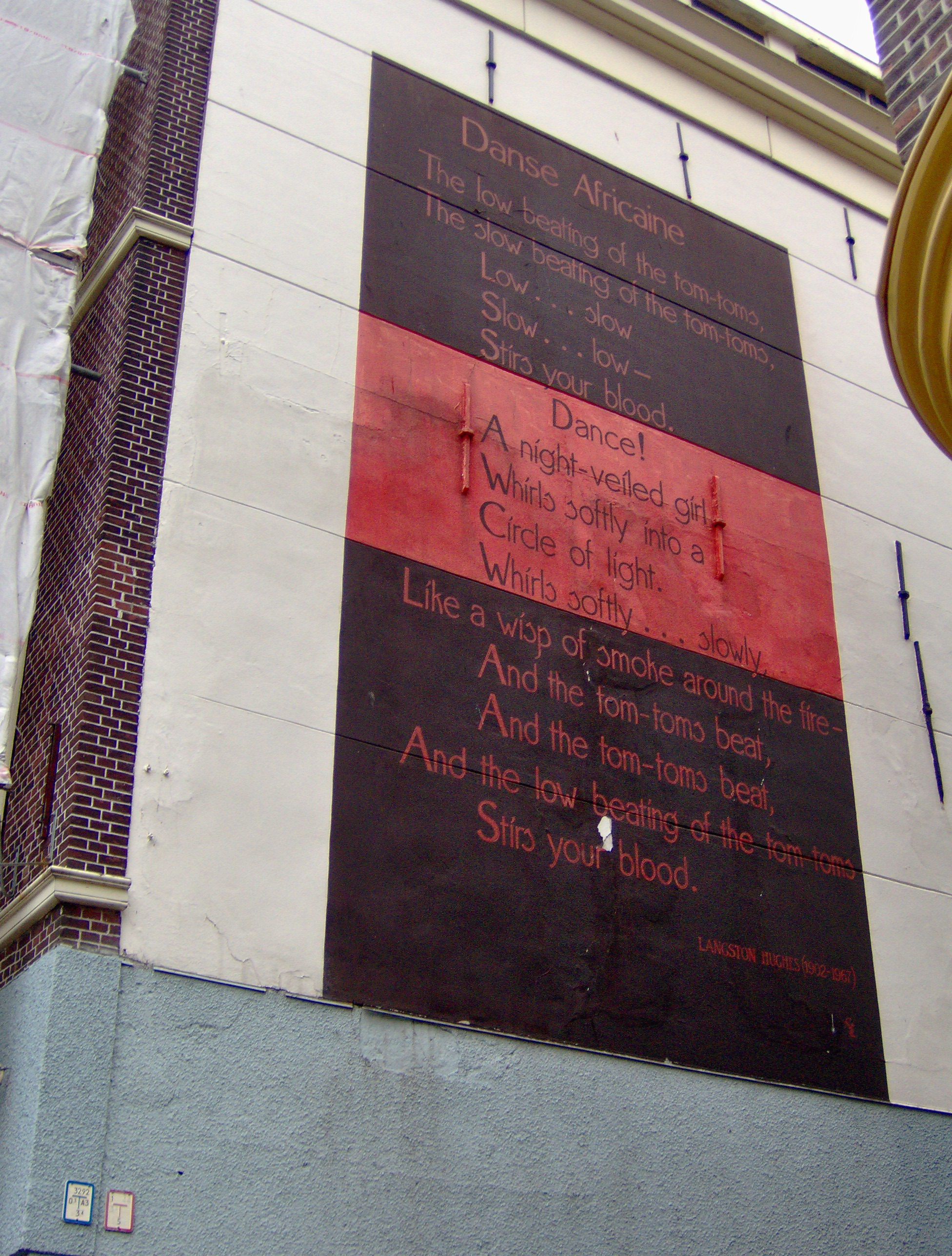
Danse Africaine van Langston Hughes als muurgedicht in Leiden

Een selectie van het werk van Langston Hughes:

### Gedichtenbundels
- The Weary Blues, 1926
- Fine Clothes to the Jew, 1927
- The Negro Mother and Other Dramatic Recitations, 1931
- Dear Lovely Death, 1931
- The Dream Keeper and Other Poems, 1932
- Scottsboro Limited: Four Poems and a Play, 1932
- Shakespeare in Harlem, 1942
- Freedom's Plow, 1943
- Lament for Dark Peoples and Other Poems, 1944, illegale oorlogsuitgave in Nederland door Huib van Krimpen[4]
- Fields of Wonder, 1947
- One-Way Ticket, 1949
- Montage of a Dream Deferred, 1951
- Selected Poems of Langston Hughes, 1958
- Ask Your Mama: 12 Moods for Jazz. Hill & Wang, 1961
- The Panther and the Lash: Poems of Our Times, 1967
- The Collected Poems of Langston Hughes, 1994
- Let America Be America Again, 2005

### Romans en verhalenbundels
- Not Without Laughter. Knopf, 1930
- The Ways of White Folks. Knopf, 1934
- Simple Speaks His Mind. 1950
- Laughing to Keep from Crying, Holt, 1952
- Simple Takes a Wife. 1953
- Sweet Flypaper of Life, 1955
- Simple Stakes a Claim. 1957
- Tambourines to Glory (book), 1958
- The Best of Simple. 1961
- Simple's Uncle Sam. 1965
- Something in Common and Other Stories, 1963
- Short Stories of Langston Hughes, 1996

### Non-fictie
- The Big Sea, 1940
- Famous American Negroes, 1954
- Marian Anderson: Famous Concert Singer, 1954
- I Wonder as I Wander, 1956
- A Pictorial History of the Negro in America, 1956
- Famous Negro Heroes of America, 1958
- Fight for Freedom: The Story of the NAACP, 1962

### Toneelstukken
- Mule Bone, 1931
- Mulatto, 1935
- Troubled Island, 1936
- Little Ham, 1936
- Emperor of Haiti, 1936
- Don't You Want to be Free?, 1938
- Street Scene, 1947
- Tambourines to glory, 1956
- Simply Heavenly, 1957
- Black Nativity, 1961
- Five Plays by Langston Hughes, 1963.
- Jericho-Jim Crow, 1964

### Kinderboeken
- Popo and Fifina, 1932
- The First Book of the Negroes, 1952
- The First Book of Jazz, 1954
- The First Book of Rhythms, 1954
- The First Book of the West Indies, 1956
- First Book of Africa, 1964

### Andere publicaties
- The Langston Hughes Reader, 1958.
- Good Morning Revolution: Uncollected Social Protest Writings by Langston Hughes, 1973.
- The Collected Works of Langston Hughes, 2001.

## Eerbetoon
Er is op verschillende manieren eer betoond aan Hughes:
- In de Arthur Schomburg Center for Research in Black Culture in New York is een auditorium naar Hughes vernoemd. Zijn as wordt bewaard onder de vloer van een foyer van dit auditorium.
- Zijn huis aan 20 East 127th Street kreeg in 1981 monumentenstatus van de stad New York en de straat werd hernoemd naar Langston Hughes Place.
- Het City College of New York reikt sinds 1978 jaarlijks de Langston Hughes Medal uit aan een schrijver.
- De National Association for the Advancement of Colored People gaf hem in 1960 de Spingarn Medal voor zijn verdiensten voor de Afro-Amerikaanse gemeenschap.
- In 1961 werd hij uitgenodigd om lid te worden van de American Academy of Arts and Letters.
- In 1943 ontving Hughes een eredoctoraat van Lincoln University.
- In 1963 ontving Hughes een eredoctoraat van Howard University.
- De Amerikaanse overheid gaf in 2002, ter ere van zijn 100e geboortedag, een postzegel uit van Langston Hughes.